# Нілс Корстаньє
Нілс Корстаньє (нід. Nyls Korstanje, 5 лютого 1999) — нідерландський плавець.
Призер Чемпіонату світу з плавання на короткій воді 2016 року.
Призер Чемпіонату Європи з водних видів спорту 2018, 2020 років.
Чемпіон Європи з плавання на короткій воді 2019 року.